# Контремулен
Контремулен (фр. Contremoulins) насеље је и општина у северној Француској у региону Горња Нормандија, у департману Приморска Сена која припада префектури Авр.
По подацима из 2011. године у општини је живело 193 становника, а густина насељености је износила 44,06 становника/km². Општина се простире на површини од 4,38 km². Налази се на средњој надморској висини од 110 метара (максималној 127 m, а минималној 27 m).

## Демографија
| 1962. | 1968. | 1975. | 1982. | 1990. | 1999. | 2011. |
| ----- | ----- | ----- | ----- | ----- | ----- | ----- |
| 117   | 151   | 165   | 176   | 231   | 208   | 193   |

График промене броја становника у току последњих година